# Лозное (Луганская область)
Лозное (укр. Лозне) — село, относится к Белокуракинскому району Луганской области Украины.
Население по переписи 2001 года составляло 74 человека. Почтовый индекс — 92210. Телефонный код — 6462. Занимает площадь 1,491 км². Код КОАТУУ — 4420988802.

## Местный совет
92210, Луганська обл., Білокуракинський р-н, с. Шарівка  (укр.)